# Яматокорияма
Яматокорияма (яп. 大和郡山市 Яматоко:рияма-си) — город в Японии, находящийся в префектуре Нара. Площадь города составляет 42,68 км², население — 87 178 человек (1 августа 2014), плотность населения — 2042,60 чел./км².

## Географическое положение
Город расположен на острове Хонсю в префектуре Нара региона Кинки. С ним граничат города Нара, Тэнри, Икома и посёлки Андо, Икаруга, Хегури, Каваниси.

## Население
Население города составляет 87 178 человек (1 августа 2014), а плотность — 2042,60 чел./км². Изменение численности населения с 1980 по 2005 годы:
| 1980 | 81 266 чел. |  |
| 1985 | 89 624 чел. |  |
| 1990 | 92 949 чел. |  |
| 1995 | 95 165 чел. |  |
| 2000 | 94 188 чел. |  |
| 2005 | 91 672 чел. |  |

## Символика
Деревом города считается Pinus thunbergii, цветком — хризантема.

## Города-побратимы
- Кофу, Япония (1992)